# Независимост
Вижте пояснителната страница за други значения на Независимост.
Независимостта е състоянието на дадена държава, при което нейните жители или част от тях упражняват самостоятелно цялата власт в нея.
За разлика от независимостта автономията представлява частична самостоятелност, при която външна сила запазва известен контрол върху съответната територия.